# Jim Bett
Jim Bett (25 de novembro de 1959) é um ex-futebolista escocês.

## Carreira
Jim Bett competiu na Copa do Mundo FIFA de 1986, sediada no México, na qual a seleção de seu país terminou na 19º colocação dentre os 24 participantes.